# Rajd Olympus

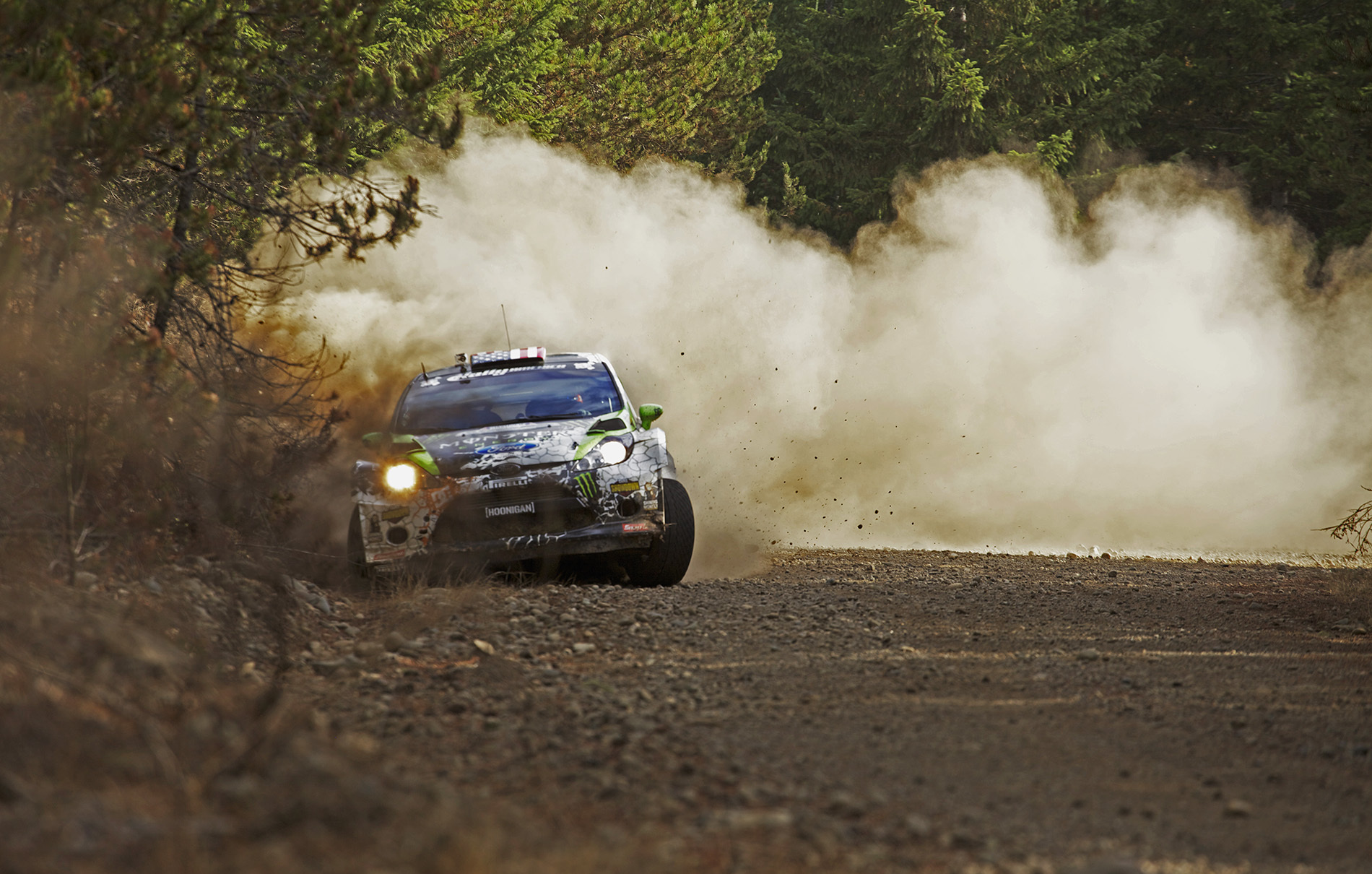
Ken Block podczas wygranego Radu Olympus w roku 2012

Rajd Olympus (ang. Olympus Rally) – rokrocznie rozgrywany rajd samochodowy w USA. Pierwsza jego edycja odbyła się w roku 1973. W latach 1986-1988 rozgrywany jak eliminacji Rajdowych mistrzostw świata. W latach 1998–2005 nie rozgrywany.

## Zwycięzcy[1]
| Rok  | Kierowca        | Pilot                | Samochód                    | Seria |
| ---- | --------------- | -------------------- | --------------------------- | ----- |
| 1973 | Gene Henderson  | Ken Pogue            | AMC Jeep                    |       |
| 1974 | Gene Henderson  | Ken Pogue            | AMC Jeep                    |       |
| 1975 | John Buffum     | Vicki Dykema         | Ford Escort                 |       |
| 1976 | John Buffum     | Vicki Dykema         | Porsche Carrera             |       |
| 1977 | Ron Richardson  | Ray Hocker           | Plymouth Arrow              |       |
| 1978 | John Buffum     | Doug Shepherd        | Triumph TR7                 |       |
| 1979 | Hendrik Blok    | Damon Trimble        | Plymouth Arrow              |       |
| 1980 | Rod Millen      | Dave Weiman          | Mazda RX-7                  |       |
| 1981 | Rod Millen      | Bob Kraushaar        | Mazda RX-7                  |       |
| 1982 | John Buffum     | Doug Shepherd        | Audi Quattro                |       |
| 1983 | Rod Millen      | Dale Kraushaar       | Mazda RX-7                  |       |
| 1984 | Rod Millen      | Dale Kraushaar       | Mazda RX-7                  |       |
| 1985 | Hannu Mikkola   | Arne Hertz           | Audi Sport Quattro S1       |       |
| 1986 | Markku Alén     | Ilkka Kivimäki       | Lancia Delta S4             | WRC   |
| 1987 | Juha Kankkunen  | Juha Piironen        | Lancia Delta HF 4WD         | WRC   |
| 1988 | Miki Biasion    | Tiziano Siviero      | Lancia Delta Integrale      | WRC   |
|      |                 |                      |                             |       |
| 2006 | Wyeth Gubelmann | Cindy Krolikowski    | Subaru Impreza WRX STI      |       |
| 2007 | Ramana Lagemann | Mark Williams        | Mitsubishi Lancer Evolution |       |
| 2008 | Ken Block       | Alessandro Gelsomino | Subaru Impreza WRX STI      |       |
| 2009 | Travis Pastrana | Christian Edstrom    | Subaru Impreza WRX STI      |       |
| 2010 | Travis Pastrana | Christian Edstrom    | Subaru Impreza WRX STI      |       |
| 2011 | David Higgins   | Craig Drew           | Subaru Impreza WRX STI      |       |
| 2012 | Ken Block       | Alessandro Gelsomino | Ford Fiesta                 |       |
| 2014 | Hardy Schmidtke | Chris Kremer         | Mitsubishi Lancer Evolution |       |
| 2015 | David Higgins   | Craig Drew           | Subaru WRX STI              |       |
| 2016 | David Higgins   | Craig Drew           | Subaru WRX STI              |       |
| 2017 | David Higgins   | Craig Drew           | Subaru WRX STI              |       |
| 2018 | Patrik Sandell  | Per Almkvist         | Subaru WRX STI              |       |
| 2019 | Oliver Solberg  | Denis Giraudet       | Subaru WRX STI              |       |